# 5325 Silver
5325 Silver eller 1988 JQ är en asteroid i huvudbältet som upptäcktes den 12 maj 1988 av den amerikanska astronomen Carolyn S. Shoemaker vid Palomar-observatoriet. Den är uppkallad efter den amerikanske geologen Leon Silver.
Asteroiden har en diameter på ungefär 9 kilometer och den tillhör asteroidgruppen Phocaea.